# 베를린 쾰니셰 하이데역
베를린 쾰니셰 하이데역(독일어: Bahnhof Berlin Köllnische Heide)역은 베를린 노이쾰른구 노이쾰른에 있는 베를린 S반의 철도역이다. 바움슐렌베크-노이쾰른 연결선상에 위치해 있으며 1920년에 최초로 개업했다. 1980년부터 1993년까지 S반 영업이 중단되었다가, 1993년에 개보수공사 이후 영업이 재개되었다.

## 역사
베를린 순환선의 노이쾰른역과 괴를리츠선의 바움슐렌베크역을 잇는 연결선은 1896년에 개통되었다. 개통 당시에는 연결선상에 별도의 역이 없었으나, 제1차 세계 대전 이전에도 프로이센 국영철도에서는 역을 설치할 계획을 수립해 두었다. 1913년에 현재 위치에 역이 착공했으나 전쟁으로 인하여 공사가 지연되었다. 승강장은 1916년에 완공될 예정이었다. 대합실 설계는 카를 코넬리우스(Karl Cornelius)가 담당했고, 근대 건축 양식으로 설계되었다.
1920년 8월 16일에 역이 개통했다. 당시 S반은 전철화되지 않았기 때문에 개통 이후 약 8년간은 증기 기관차 견인 열차가 정차했다. 개통 당시에는 그뤼나우 방면 및 베를린 순환선 방면 열차가 운행했다. 독일국영철도의 전철화 계획에 따라서 베를린의 근교선, 도심선, 순환선이 전철화되면서 1928년 11월부터 이 역도 전동차 운행이 시작되었다.
제2차 세계 대전 시기에는 역사는 파괴되지 않았지만 S반 운행은 잦은 폭격으로 인하여 파행을 맞았다. 베를린 전투 당시에는 전력 부족으로 인하여 1945년 4월 중순부터 6월 중순까지 S반 운행이 완전히 중단되었다. 1945년 7월이 되어서야 S반 운행이 재개되었다.
베를린 장벽 건설로 인하여 1961년 8월 13일에 동서베를린간의 S반 운행이 분리되었다. 이 역은 당시 서베를린의 게준트브루넨역과 동물원역에서 출발한 S반 열차의 종착역 기능을 담당했다. 서베를린 S반은 독일국영철도에서 운행을 담당했기 때문에 냉전기에는 S반 보이콧 운동이 진행되었고, 승객 수도 대폭 감소했다. 독일국영철도 측에서는 승객을 유치하려는 노력의 일환으로 1975년에 대합실 건물을 개축했다.
1980년 1월 서베를린 S반 파업의 여파로 이 역도 영업을 중단했으며, 영업 중단 이후에는 반달리즘의 피해를 입었다. 1984년에 서베를린 S반의 영업권이 베를린교통공사로 양도되었고, 1989년부터 쾰니셰 하이데역 및 존넨알레역의 역사와 선로의 개보수공사가 시작되어 1992년에 완공될 예정이었다. 1989년 11월에 베를린 장벽 붕괴로 인하여 구 동베를린 방면으로도 선로가 다시 연결되면서 재개통 일자도 1993년으로 연기되었다. 이 시기에 엘리베이터가 설치되었다.
1993년 12월 17일에 S반 영업이 다시 시작되었다. 2006년부터 베를린 S반에 1인 승무가 도입되면서 2006년 여름에 출발 제어가 중앙 집중화되었다.

## 인접 철도역
베를린 버스 M41, 246번과 환승할 수 있다.
| 베를린 S반                   | 베를린 S반 | 베를린 S반                              |
| ---------------------------- | ---------- | --------------------------------------- |
| 노이쾰른 쥐트크로이츠 방면   | S45        | 바움슐렌베크 BER 공항 방면              |
| 노이쾰른 베스트엔트 방면     | S46        | 바움슐렌베크 쾨니히스 부스터하우젠 방면 |
| 노이쾰른 헤르만슈트라세 방면 | S47        | 바움슐렌베크 슈핀들러스펠트 방면        |